# Leandro Grimi
Leandro Damián Marcelo Grimi, zkráceně Leandro Grimi  je argentinský fotbalista, který v současné době působí v argentinském klubu CA Huracán. V mládí nastupoval za italský klub AC Milán a stal se i vítězem LM 2006/07.

## Přestupy
- z Racing Club do AC Milán za 2 500 000 Euro
- z AC Milán do Sporting CP za 2 500 000 Euro

## Úspěchy

### Klubové
- 1× vítěz argentinské ligy (2014)
- 1× vítěz portugalského poháru (2007/08)
- 1× vítěz portugalského superpoháru (2008)
- 1× vítěz Ligy mistrů UEFA (2006/07)